# HV Большого Пса
HV Большого Пса (лат. HV Canis Majoris) — одиночная переменная звезда в созвездии Большого Пса на расстоянии (вычисленном из значения параллакса) приблизительно 4886 световых лет (около 1498 парсеков) от Солнца. Видимая звёздная величина звезды — от более +14,95m до +12,8m.

## Характеристики
HV Большого Пса — красная углеродная пульсирующая переменная звезда, мирида (M:) спектрального класса C.